# Lijst van WWE Intercontinental Champions
Dit is een chronologische lijst van WWE Intercontinental Champions, een professioneel worstelkampioenschap van WWE dat op dit moment exclusief is voor de SmackDown brand. De titel werd in 1979 geïntroduceerd in de World Wrestling Federation (WWF, nu WWE). De inaugurele kampioen was Pat Paterson, die een toernooi had gewonnen in Rio de Janeiro, Brazilië, waar hij tevens ook de houder was van het WWF North American Heavyweight Championship.
Het Intercontinental Championship is het op één na belangrijkste kampioenschap in het bedrijf, na het WWE Championship. Het is voor de op één na langste periode actief geweest in WWE, maar is de op twee na oudste actieve titel, na het WWE Championship (1963) en het United States Championship (1975), waarvan de laatste werd overgenomen van World Championship Wrestling (WCW) in 2001

## Titel geschiedenis

### Namen
| Naam                                            | Datum                         |
| ----------------------------------------------- | ----------------------------- |
| WWF Intercontinental (Heavyweight) Championship | 1 september 1979 – 6 mei 2002 |
| WWE Intercontinental Championship               | 6 mei 2002 – heden            |

### Geschiedenis
| Nr.            | Worstelaar                                | #              | Datum             | Stad                         | Evenement                                   | Aantekeningen |
| -------------- | ----------------------------------------- | -------------- | ----------------- | ---------------------------- | ------------------------------------------- | --- |
| 1              | Pat Patterson                             | 1              | 15 september 1979 | /                            |                                             | Patterson kreeg de titel, omdat hij Ted DiBiase had verslagen om de WWF North American Heavyweight Championship op 19 juni 1979. |
| 2              | Ken Patera                                | 1              | 21 april 1980     | New York                     |                                             | |
| 3              | Pedro Morales                             | 1              | 8 december 1980   | New York                     |                                             | |
| 4              | Don Muraco                                | 1              | 20 juni 1981      | Philadelphia (Pennsylvania)  |                                             | |
| 5              | Pedro Morales                             | 2              | 23 november 1981  | New York                     |                                             | |
| 6              | Don Muraco                                | 2              | 22 januari 1983   | New York                     |                                             | |
| 7              | Tito Santana                              | 1              | 11 februari 1984  | Boston (Massachusetts)       |                                             | |
| 8              | Greg Valentine                            | 1              | 24 september 1984 | London (Ontario)             |                                             | Werd op 13 oktober 1984 uitgezonden op Maple Leaf Wrestling |
| 9              | Tito Santana                              | 2              | 6 juli 1985       | Baltimore (Maryland)         |                                             | Hij won de titel in een Steel Cage match. |
| 10             | Randy Savage                              | 1              | 8 februari 1986   | Boston                       |                                             | |
| 11             | Ricky Steamboat                           | 1              | 29 maart 1987     | Pontiac (Michigan)           | WrestleMania III                            | |
| 12             | The Honky Tonk Man                        | 1              | 2 juni 1987       | Buffalo (New York)           | WWF Superstars of Wrestling                 | |
| 13             | The Ultimate Warrior                      | 1              | 29 augustus 1988  | New York                     | SummerSlam                                  | |
| 14             | Rick Rude                                 | 1              | 2 april 1989      | Atlantic City (New Jersey)   | WrestleMania V                              | |
| 15             | The Ultimate Warrior                      | 2              | 28 augustus 1989  | East Rutherford (New Jersey) | SummerSlam                                  | |
| Vacant gesteld | Vacant gesteld                            | Vacant gesteld | 1 april 1990      |                              |                                             | De titel werd beschikbaar toen Warrior Hulk Hogan versloeg voor de WWF Championship op WrestleMania VI. |
| 16             | Mr. Perfect                               | 1              | 23 april 1990     | Austin                       |                                             | Versloeg Tito Santana in de finale van een toernooi, die werd uitgezonden op 19 mei 1990 op WWF Superstars. |
| 17             | The Texas Tornado                         | 1              | 27 augustus 1990  | Philadelphia                 | SummerSlam                                  | Won de titel op SummerSlam. |
| 18             | Mr. Perfect                               | 2              | 19 november 1990  | Rochester                    | WWF Superstars                              | |
| 19             | Bret Hart                                 | 1              | 26 augustus 1991  | New York                     | SummerSlam                                  | |
| 20             | The Mountie                               | 1              | 17 januari 1992   | Springfield                  | House Show                                  | |
| 21             | Roddy Piper                               | 1              | 19 januari 1992   | Albany                       | Royal Rumble                                | |
| 22             | Bret Hart                                 | 2              | 5 april 1992      | Indianapolis                 | WrestleMania VIII                           | |
| 23             | The British Bulldog                       | 1              | 29 augustus 1992  | Londen                       | SummerSlam                                  | |
| 24             | Shawn Michaels                            | 1              | 27 oktober 1992   | Terre Haute                  | Saturday Night's Main Event XXXI            | |
| 25             | Marty Jannetty                            | 1              | 17 mei 1993       | New York                     | Raw                                         | |
| 26             | Shawn Michaels                            | 2              | 6 juni 1993       | Albany                       | House Show                                  | |
| Vacant gesteld | Vacant gesteld                            | Vacant gesteld | 27 september 1993 |                              |                                             | Michaels werd van zijn titel gestript, omdat hij 30 dagen lang zijn titel niet kon verdedigen. |
| 27             | Razor Ramon                               | 1              | 27 september 1993 | New Heaven                   |                                             | Ramon and Rick Martel waren de laatste twee deelnemers in een Battle Royal op Raw, waarin de laatste twee een wedstrijd kregen voor de vacant titel. Ramon won de wedstrijd, die werd uitgezonden op 11 oktober 1993.                                                               |
| 28             | Diesel                                    | 1              | 13 april 1994     | Rochester                    | WWF Superstars                              | |
| 29             | Razor Ramon                               | 2              | 29 augustus 1994  | Chicago                      | SummerSlam                                  | |
| 30             | Jeff Jarrett                              | 1              | 22 januari 1995   | Tampa                        | Royal Rumble                                | |
| Vacant gesteld | Vacant gesteld                            | Vacant gesteld | 26 april 1995     | Moline                       |                                             | Controversiële matcheinde tussen Jarrett en Bob Holly. |
| 31             | Jeff Jarrett                              | 2              | 26 april 1995     | Moline                       |                                             | Versloeg Bob Holly in een rematch. |
| 32             | Razor Ramon                               | 3              | 19 mei 1995       | Montreal                     |                                             | Won de titel in een house show in een Ladder match. |
| 33             | Jeff Jarrett                              | 3              | 22 mei 1995       | Trois-Rivières               |                                             | Won de titel in een house show. |
| 34             | Shawn Michaels                            | 3              | 23 juli 1995      | Nashville                    |                                             | Won de titel op In Your House 2. |
| 35             | Dean Douglas                              | 1              | 22 oktober 1995   | Winnipeg                     |                                             | Douglas won de titel door middel van opgave op In Your House 4, omdat Michaels legitiem aan is gevallen buiten een nachtclub in Syracuse (New York) op 14 oktober 1995. |
| 36             | Razor Ramon                               | 4              | 22 oktober 1995   | Winnipeg                     |                                             | Won de titel op In Your House 4. |
| 37             | Goldust                                   | 1              | 21 januari 1996   | Fresno                       |                                             | Won de titel op de Royal Rumble. |
| Vacant gesteld | Vacant gesteld                            | Vacant gesteld | 25 maart 1996     |                              |                                             | Beschikbaar toen titel verdediging tegen Savio Vega (uitgezonden op 15 april 1996 op Monday Night Raw), eindigde in een no contest. |
| 38             | Goldust                                   | 2              | 1 april 1996      | San Bernardino               |                                             | Versloeg Savio Vega in een rematch, uitgezonden op 22 april 1996 op Monday Night Raw. |
| 39             | Ahmed Johnson                             | 1              | 23 juni 1996      | Milwaukee                    | King of the Ring                            | |
| Vacant gesteld | Vacant gesteld                            | Vacant gesteld | 12 augustus 1996  |                              |                                             | Beschikbaar wegens blessure. |
| 40             | Marc Mero                                 | 1              | 23 september 1996 | Hershey                      | Raw                                         | Versloeg Faarooq in de finale van een toernooi. |
| 41             | Hunter Hearst Helmsley                    | 1              | 21 oktober 1996   | Fort Wayne                   | Raw                                         | |
| 42             | Rocky Maivia                              | 1              | 13 februari 1997  | Lowell                       | Raw                                         | |
| 43             | Owen Hart                                 | 1              | 28 april 1997     | Omaha                        | Raw                                         | |
| 44             | Steve Austin                              | 1              | 3 augustus 1997   | East Rutherford              | SummerSlam                                  | Won de titel op . |
| Vacant gesteld | Vacant gesteld                            | Vacant gesteld | 8 september 1997  |                              |                                             | Beschikbaar wegens een nekblessure die Austin opliep in de kampioenschapsmatch. |
| 45             | Owen Hart                                 | 2              | 5 oktober 1997    | Saint Louis                  | In Your House: Badd Blood                   | Versloeg Faarooq in de finale van een toernooi op . |
| 46             | Steve Austin                              | 2              | 9 november 1997   | Montreal                     | Survivor Series                             | |
| 47             | The Rock (vroeger Rocky Maivia)           | 2              | 8 december 1997   | Portland                     | Raw                                         | Austin overhandigde de titel aan Rock op Raw is War. |
| 48             | Triple H (vroeger Hunter Hearst Helmsley) | 2              | 30 augustus 1998  | New York                     | Summerslam                                  | Won de titel in een Ladder match |
| Vacant gesteld | Vacant gesteld                            | Vacant gesteld | 9 oktober 1998    |                              |                                             | Beschikbaar wegens een blessure van Triple H. |
| 49             | Ken Shamrock                              | 1              | 12 oktober 1998   | Uniondale                    | Raw                                         | Versloeg X-Pac in de finale van een toernooi. |
| 50             | Val Venis                                 | 1              | 14 februari 1999  | Memphis                      | In Your House: St. Valentine's Day Massacre | Won de titel op met Billy Gunn als de speciale scheidsrechter. |
| 51             | Road Dogg                                 | 1              | 15 maart 1999     | San José                     | Raw                                         | |
| 52             | Goldust                                   | 3              | 29 maart 1999     | East Rutherford              | Raw                                         | |
| 53             | The Godfather                             | 1              | 12 april 1999     | Detroit                      | Raw                                         | |
| 54             | Jeff Jarrett                              | 4              | 31 mei 1999       | Moline                       | Raw                                         | |
| 55             | Edge                                      | 1              | 24 juli 1999      | Toronto                      | House Show                                  | |
| 56             | Jeff Jarrett                              | 5              | 25 juli 1999      | Buffalo                      | WWF Fully Loaded                            | |
| 57             | D'Lo Brown                                | 1              | 26 juli 1999      | Dayton                       |                                             | Won de titel op Raw is War; Brown's WWF European Championship werd ook verdedigd. |
| 58             | Jeff Jarrett                              | 6              | 22 augustus 1999  | Minneapolis                  | SummerSlam                                  | Brown's European Championship werd ook verdedigd, dus Jarrett won beide titels. |
| 59             | Chyna                                     | 1              | 17 oktober 1999   | Cleveland                    | No Mercy                                    | Dit was een Good Housekeeping match |
| 60             | Chris Jericho                             | 1              | 12 december 1999  | Sunrise                      | Armageddon                                  | |
| -              | Chyna en Chris Jericho                    | 1              | 3 januari 2000    | Miami                        |                                             | Op 28 december 1999 (werd uitgezonden op 30 december 1999) op Friday Night SmackDown!, een title match tussen Chyna en Jericho eindigde in een dubbele pinfall; als een gevolg daarvan werden ze op Raw is War van 3 januari 2000 , erkend as co-kampioenen.                        |
| 61             | Chris Jericho                             | 2              | 23 januari 2000   | New York                     |                                             | Jericho versloeg Chyna en Hardcore Holly in een Triple Threat match. |
| 62             | Kurt Angle                                | 1              | 27 februari 2000  | Hartford                     | No Way Out                                  | Hij hield ook zijn WWF European Championship. |
| 63             | Chris Benoit                              | 1              | 2 april 2000      | Anaheim                      | WrestleMania 2000                           | Dit was een Two-Fall Triple Threat Match op waarbij ook Chris Jericho betrokken was, de winnaar van de eerste pinfall zou de Intercontinental title winnen en de winnaar van de tweede pinfall zou de European title winnen. Benoit won de eerste pinfall en Jericho won de tweede. |
| 64             | Chris Jericho                             | 3              | 2 mei 2000        | Richmond                     | SmackDown!                                  | Werd uitgezonden op 4 mei 2000. |
| 65             | Chris Benoit                              | 2              | 8 mei 2000        | Uniondale                    | Raw                                         | |
| 66             | Rikishi                                   | 1              | 20 juni 2000      | Memphis                      | SmackDown                                   | Werd uitgezonden op 22 juni 2000 op SmackDown!. |
| 67             | Val Venis                                 | 2              | 4 juli 2000       | Fort Lauderdale              | SmackDown                                   | Werd uitgezonden op 6 juli 2000 op SmackDown!. |
| 68             | Chyna                                     | 3              | 27 augustus 2000  | Raleigh                      | SummerSlam                                  | Mixed tag team match; Chyna and Eddie Guerrero tegen Venis and Trish Stratus, waarin de winnaar van de pinfall de titel zou winnen; Chyna pinde Stratus. |
| 69             | Eddie Guerrero                            | 1              | 4 september 2000  | Knoxville                    | Raw                                         | Dit was een Triple Threat Match waarbij ook Kurt Angle betrokken was op Raw is War. |
| 70             | Billy Gunn                                | 1              | 21 november 2000  | Sunrise                      | SmackDown!                                  | Werd uitgezonden op 23 november 2000 op SmackDown!. |
| 71             | Chris Benoit                              | 3              | 10 december 2000  | Birmingham                   | Armageddon                                  | |
| 72             | Chris Jericho                             | 4              | 21 januari 2001   | New Orleans                  | Royal Rumble                                | Dit was een ladder match |
| 73             | Triple H                                  | 3              | 3 april 2001      | Oklahoma City                | SmackDown!                                  | Werd uitgezonden op 5 april 2001 op SmackDown!. |
| 74             | Jeff Hardy                                | 1              | 10 april 2001     | Philadelphia                 | SmackDown!                                  | Werd uitgezonden op 12 april 2001 op SmackDown!. |
| 75             | Triple H                                  | 4              | 16 april 2001     | Knoxville                    | Raw                                         | |
| 76             | Kane                                      | 1              | 20 mei 2001       | Sacramento                   | Judgment Day                                | Dit was een Texas Bullrope match op . |
| 77             | Albert                                    | 1              | 26 juni 2001      | New York                     | SmackDown                                   | Dit was een No Disqualification match, die werd uitgezonden op 28 juni 2001 |
| 78             | Lance Storm                               | 1              | 23 juli 2001      | Buffalo                      | Raw                                         | |
| 79             | Edge                                      | 2              | 19 augustus 2001  | San José                     | Summerslam                                  | |
| 80             | Christian                                 | 1              | 23 september 2001 | Pittsburgh                   | Unforgiven                                  | |
| 81             | Edge                                      | 3              | 21 oktober 2001   | Saint Louis                  | No Mercy                                    | Dit was een ladder match |
| 82             | Test                                      | 1              | 5 november 2001   | Uniondale                    | Raw                                         | |
| 83             | Edge                                      | 4              | 18 november 2001  | Greensboro                   | Survivor Series                             | Dit was een unification match met Edge zijn WCW United States Championship |
| 84             | William Regal                             | 1              | 20 januari 2002   | Atlanta                      | Royal Rumble                                | |
| 85             | Rob Van Dam                               | 1              | 17 maart 2002     | Toronto                      | WrestleMania X8                             | |
| 86             | Eddie Guerrero                            | 2              | 21 april 2002     | Kansas City                  | Backlash                                    | |
| 87             | Rob Van Dam                               | 2              | 27 mei 2002       | Edmonton                     | Raw                                         | Dit was een Ladder match op Raw. |
| 88             | Chris Benoit                              | 4              | 29 juli 2002      | Greensboro                   | Raw                                         | |
| 89             | Rob Van Dam                               | 3              | 25 augustus 2002  | Uniondale                    | SummerSlam                                  | Won de titel op . |
| 90             | Chris Jericho                             | 5              | 16 september 2002 | Denver                       | Raw                                         | |
| 91             | Kane                                      | 2              | 30 september 2002 | Houston                      | Raw                                         | |
| 92             | Triple H                                  | 5              | 20 oktober 2002   | Little Rock                  | No Mercy                                    | Dit was een unification match om het Intercontinental Championship met Triple H zijn World Heavyweight Championship te unificeren. |
| Geunificeerd   | Geunificeerd                              | Geunificeerd   | 20 oktober 2002   |                              |                                             | Geunificeerd met Triple H zijn World Heavyweight Championship. |
| 93             | Christian                                 | 2              | 18 mei 2003       | Charlotte                    | Judgment Day                                | Won een battle royal op om de titel terug te brengen. |
| 94             | Booker T                                  | 1              | 7 juli 2003       | Montreal                     | Raw                                         | |
| 95             | Christian                                 | 3              | 10 augustus 2003  | Des Moines                   | House Show                                  | |
| 96             | Rob Van Dam                               | 4              | 29 september 2003 | Chicago                      | Raw                                         | |
| 97             | Chris Jericho                             | 6              | 27 oktober 2003   | Fayetteville                 | Raw                                         | |
| 98             | Rob Van Dam                               | 5              | 27 oktober 2003   | Fayetteville                 | Raw                                         | Dit was een steel cage match. |
| 99             | Randy Orton                               | 1              | 14 december 2003  | Orlando                      | Armageddon                                  | Mick Foley was speciale scheidsrechter. |
| 100            | Edge                                      | 5              | 11 juli 2004      | Hartford                     | Vengeance                                   | |
| Vacant gesteld | Vacant gesteld                            | Vacant gesteld | 6 september 2004  |                              |                                             | Beschikbaar wegens blessure. |
| 101            | Chris Jericho                             | 7              | 12 september 2004 | Portland                     | Unforgiven                                  | Versloeg Christian in een ladder match. |
| 102            | Shelton Benjamin                          | 1              | 19 oktober 2004   | Milwaukee                    | Taboo Tuesday                               | Benjamin werd in deze wedstrijd gestemd. |
| 103            | Carlito                                   | 1              | 20 juni 2005      | Phoenix                      | Raw                                         | Won de titel op Raw. |
| 104            | Ric Flair                                 | 1              | 18 september 2005 | Oklahoma City                | Unforgiven                                  | |
| 105            | Shelton Benjamin                          | 2              | 20 februari 2006  | Trenton                      | Raw                                         | |
| 106            | Rob Van Dam                               | 6              | 30 april 2006     | Lexington                    | Backlash                                    | Won de titel op , met Van Dam zijn Money in the Bank contract ook op het spel. |
| 107            | Shelton Benjamin                          | 3              | 15 mei 2006       | Lubbock                      | Raw                                         | Dit was een 3-op-2 Handicap Texas Tornado match met Benjamin, Chris Masters en Triple H tegen de WWE Champion John Cena en Rob Van Dam, waarin wie dan ook Cena of Van Dam versloeg zijn titel zou pakken; Benjamin pinned Van Dam.                                                 |
| 108            | Johnny Nitro                              | 1              | 25 juni 2006      | Charlotte                    | Vengeance                                   | Dit was een triple threat match op , waarbij ook Carlito was betrokken. |
| 109            | Jeff Hardy                                | 2              | 2 oktober 2006    | Topeka (Kansas)              | Raw                                         | |
| 110            | Johnny Nitro                              | 2              | 6 november 2006   | Columbus (Ohio)              | Raw                                         | Dit was een No Disqualification match. |
| 111            | Jeff Hardy                                | 3              | 13 november 2006  | Manchester                   | Raw                                         | |
| 112            | Umaga                                     | 1              | 19 februari 2007  | Bakersfield                  | Raw                                         | |
| 113            | Santino Marella                           | 1              | 16 april 2007     | Milaan, Ita                  | Raw                                         | Dit was een No Holds Barred match. |
| 114            | Umaga                                     | 2              | 2 juli 2007       | Dallas                       | Raw                                         | |
| 115            | Jeff Hardy                                | 4              | 2 september 2007  | Columbus                     | Raw                                         | Werd uitgezonden op 3 september. |
| 116            | Chris Jericho                             | 8              | 10 maart 2008     | Milwaukee                    | Raw                                         | |
| 117            | Kofi Kingston                             | 1              | 29 juni 2008      | Dallas                       | Night of Champions                          | |
| 118            | Santino Marella                           | 2              | 17 augustus 2008  | Indianapolis                 | SummerSlam                                  | Won de titel op in een Intergender Tag Team match waarin zowel de Intercontinental als de WWE Women's Championship op het spel stonden. De titel werd gepakt toen Beth Phoenix Mickie James pinde.                                                                                  |
| 119            | William Regal                             | 2              | 10 november 2008  | Manchester                   |                                             | |
| 120            | CM Punk                                   | 1              | 19 januari 2009   | Chicago                      |                                             | Dit was een no disqualification match |
| 121            | John "Bradshaw" Layfield                  | 1              | 9 maart 2009      | Jacksonville                 |                                             | |
| 122            | Rey Mysterio                              | 1              | 5 april 2009      | Houston                      | WrestleMania XXV                            | |
| 123            | Chris Jericho                             | 9              | 7 juni 2009       | New Orleans                  | Extreme Rules                               | Chris Jericho won van Rey Mysterio de No Holds Barred Match. |
| 124            | Rey Mysterio                              | 2              | 28 juni 2009      | Sacramento                   | The Bash                                    | |
| 125            | John Morrison                             | 3              | 4 september 2009  | Cleveland                    | SmackDown                                   | |
| 126            | Drew McIntyre                             | 1              | 13 december 2009  | San Antonio                  | TLC: Tables, Ladders & Chairs               | |
| 127            | Kofi Kingston                             | 2              | 23 mei 2010       | Detroit                      | Over the Limit                              | |
| 128            | Dolph Ziggler                             | 1              | 28 juli 2010      | Laredo                       |                                             | Dolph Ziggler won van Kofi Kingston op SmackDown dat opgenomen werd op 28 juli en uitgezonden op televisie op 6 augustus. |
| 129            | Kofi Kingston                             | 3              | 4 januari 2011    | Tucson                       |                                             | Kofi Kingston won van Dolph Ziggler op SmackDown dat opgenomen werd op 4 januari en uitgezonden op televisie op 7 januari. |
| 130            | Wade Barrett                              | 1              | 22 maart 2011     | Columbus                     |                                             | Wade Barrett won van Kofi Kingston tijdens de opnames van SmackDown op 22 maart en wordt op televisie uitgezonden op 25 maart. |
| 131            | Ezekiel Jackson                           | 1              | 19 juni 2011      | Washington D.C.              | Capitol Punishment                          | |
| 132            | Cody Rhodes                               | 1              | 8 augustus 2011   | Sacramento                   | SmackDown                                   | Cody Rhodes won van Eezekiel Jackson tijdens de SmackDown-opnames van 8 augustus voor de SmackDown-aflevering op 12 augustus. |
| 133            | Paul Wight                                | 1              | 1 april 2012      | Miami Gardens (Florida)      | WrestleMania XXVIII                         | Big Show versloeg Cody Rhodes op . |
| 134            | Cody Rhodes                               | 2              | 29 april 2012     | Rosemont (Illinois)          | Extreme Rules                               | Cody Rhodes versloeg Big Show in een Table match. |
| 135            | Christian                                 | 4              | 20 mei 2012       | Raleigh (North Carolina)     | Over the Limit                              | |
| 136            | The Miz                                   | 1              | 23 juli 2012      | Saint Louis (Missouri)       | Raw 1000                                    | |
| 137            | Kofi Kingston                             | 4              | 16 oktober 2012   | Memphis (Tennessee)          | Main Event                                  | Dit gebeurde tijdens de opnames van , dat uitgezonden werd op 20 oktober 2012. |
| 138            | Wade Barrett                              | 2              | 29 december 2012  | Washington D.C.              | Raw                                         | Dit gebeurde tijdens de opnames van , dat uitgezonden zal worden op 31 december 2012 |
| 139            | The Miz                                   | 2              | 7 april 2013      | East Rutherford (New Jersey) | WrestleMania 29                             | |
| 140            | Wade Barrett                              | 3              | 8 april 2013      | East Rutherford (New Jersey) | Raw                                         | Dit gebeurde tijdens de live-uitzending op Raw. |
| 141            | Curtis Axel                               | 1              | 16 juni 2013      | Rosemont                     | Payback                                     | |
| 142            | Big E Langston                            | 1              | 18 november 2013  | Nashville                    | Raw Country                                 | |
| 143            | Bad News Barrett                          | 4              | 4 mei 2014        | East Rutherford (New Jersey) | Extreme Rules 2014.                         | |
| Vacant gesteld | Vacant gesteld                            | Vacant gesteld | 30 juni 2014      |                              |                                             | Beschikbaar wegens een schouderblessure van Barrett. |
| 144            | The Miz                                   | 3              | 20 juli 2014      | Tampa (Florida)              | Battleground 2014                           | Dit was een Battle Royal-wedstrijd |
| 145            | Dolph Ziggler                             | 2              | 17 augustus 2014  | Los Angeles                  | SummerSlam                                  | |
| 146            | The Miz                                   | 4              | 21 september 2014 | Tampa (Florida)              | Night of Champions 2014                     | |
| 147            | Dolph Ziggler                             | 3              | 22 september 2014 | Memphis                      | Raw                                         | |
| 148            | Luke Harper                               | 1              | 17 november 2014  | Roanoke                      | Raw                                         | |
| 149            | Dolph Ziggler                             | 4              | 14 december 2014  | Cleveland                    |                                             | Dit was een Ladder Match. |
| 150            | Bad News Barrett                          | 5              | 5 januari 2015    | Corpus Christi               |                                             | Dit was een 2 Out Of 3 Falls Match. |
| 151            | Daniel Bryan                              | 1              | 29 maart 2015     | Santa Clara                  |                                             | Dit was een Ladder Match waarbij ook Dean Ambrose, Dolph Ziggler, Luke Harper, R-Truth en Stardust betrokken waren. |
| Vacant gesteld | Vacant gesteld                            | Vacant gesteld | 11 mei 2015       |                              |                                             | Beschikbaar wegens een blessure bij Bryan. |
| 152            | Ryback                                    | 1              | 31 mei 2015       | Corpus Christi               | Elimination Chamber                         | Dit was een Elimination Chamber match waarin ook Sheamus, Dolph Ziggler, Mark Henry, R-Truth en King Barrett betrokken waren. Ryback pinde Sheamus om de titel te winnen. |
| 153            | Kevin Owens                               | 1              | 20 september 2015 | Houston, Texas               |                                             | |
| 154            | Dean Ambrose                              | 1              | 13 december 2015  | Boston, Massachusetts        |                                             | |
| 155            | Kevin Owens                               | 2              | 15 februari 2016  | Anaheim, Californië          | Raw                                         | |
| 156            | Zack Ryder                                | 1              | 3 april 2016      | Arlington, Texas             | WrestleMania 32                             | Dit was een Ladder match. |
| 157            | The Miz                                   | 5              | 4 april 2016      | Dallas, Texas                | Raw                                         | |
| 158            | Dolph Ziggler                             | 5              | 9 oktober 2016    | Sacramento, Californië       | No Mercy                                    | Als Ziggler verloor, moest hij met pensioen gaan. |
| 159            | The Miz                                   | 6              | 15 november 2016  | Wilke Barre, Pennsylvania    | Smackdown LIVE                              | |
| 160            | Dean Ambrose                              | 2              | 3 januari 2017    | Jacksonville, Florida        | Smackdown LIVE                              | |
| 161            | The Miz                                   | 7              | 4 juni 2017       | Baltimore, Maryland          | Extreme Rules                               | Als Dean Ambrose gediskwalificeerd was verloor hij zijn championship. |
| 162            | Roman Reigns                              | 1              | 20 november 2017  | Houston, Texas               | Raw                                         | |
| 163            | The Miz                                   | 8              | 22 januari 2018   | Brooklyn, New York           | Raw                                         | |
| 164            | Seth Rollins                              | 1              | 8 april 2018      | New Orleans, Louisiana       | WrestleMania 34                             | Dit was een Triple Threat match. |
| 165            | Dolph Ziggler                             | 6              | 18 juni 2018      | Grand Rapids, Michigan       | Raw                                         | |
| 166            | Seth Rollins                              | 2              | 19 augustus 2018  | Brooklyn, New York           | SummerSlam                                  | |
| 167            | Dean Ambrose                              | 3              | 16 december 2018  | San Jose, Californië         | TLC                                         | |
| 168            | Bobby Lashley                             | 1              | 14 januari 2019   | Memphis, Tennessee           | Raw                                         | Dit was een Triple Threat match. |
| 169            | Finn Balor                                | 1              | 17 februari 2019  | Houston, Texas               | Elimination Chamber                         | Dit was en Handicap match. |
| 170            | Bobby Lashley                             | 2              | 11 maart 2019     | Pittsburgh, Pennsylvania     | Raw                                         | |
| 171            | Finn Balor                                | 2              | 7 april 2019      | East Rutherford, New Jersey  | WrestleMania 35                             | |
| 172            | Shinsuke Nakamura                         | 1              | 14 juli 2019      | Philadelphia, Pennsylvania   | Extreme Rules                               | |
| 173            | Braun Strowman                            | 1              | 31 januari 2020   | Tulsa, Oklahoma              | SmackDown                                   | |
| 174            | Sami Zayn                                 | 1              | 8 maart 2020      | Philadelphia, Pennsylvania   | Elimination Chamber                         | Dit was een 3-on-1 Handicap match. |
| Vacant         | Vacant                                    | Vacant         | 12 mei 2020       | N.V.T.                       | WWE Backstage                               | |
| 175            | AJ Styles                                 | 1              | 8 juni 2020       | Orlando, Florida             | SmackDown                                   | Won van Daniel Bryan in de toernooifinale. |
| 176            | Jeff Hardy                                | 5              | 21 augustus 2020  | Orlando, Florida             | SmackDown                                   | |
| 177            | Sami Zayn                                 | 2              | 27 september 2020 | Orlando, Florida             | Clash of Champions                          | Dit was een Triple Threat ladder match. |
| 178            | Big E                                     | 2              | 22 december 2020  | St. Petersburg, Florida      | SmackDown                                   | Dit was een lumberjack match. |
| 179            | Apollo Crews                              | 1              | 11 april 2021     | Tampa, FLorida               | WrestleMania 37                             | Nigerian Drum Fight. |
| 180            | Shinsuke Nakamura                         | 2              | 13 augustus 2021  | Tulsa, Oklahoma              | SmackDown                                   | |
| 181            | Sami Zayn                                 | 3              | 11 februari 2022  | New Orleans, Louisiana       | SmackDown                                   | |
| 182            | Ricochet                                  | 1              | 4 maart 2022      | Miami, Florida               | SmackDown                                   | [ 1 ] |